# Två panka tjejer
Två panka tjejer (originaltitel: 2 Broke Girls) är en amerikansk komediserie som sändes i sex säsonger mellan 2011 och 2017. Serien sändes på CBS i USA och TV4 i Sverige. Serien skapades av Michael Patrick King och Whitney Cummings och i huvudrollerna som Max och Caroline fanns Kat Dennings och Beth Behrs.

## Roller i urval
- Kat Dennings – Max Black

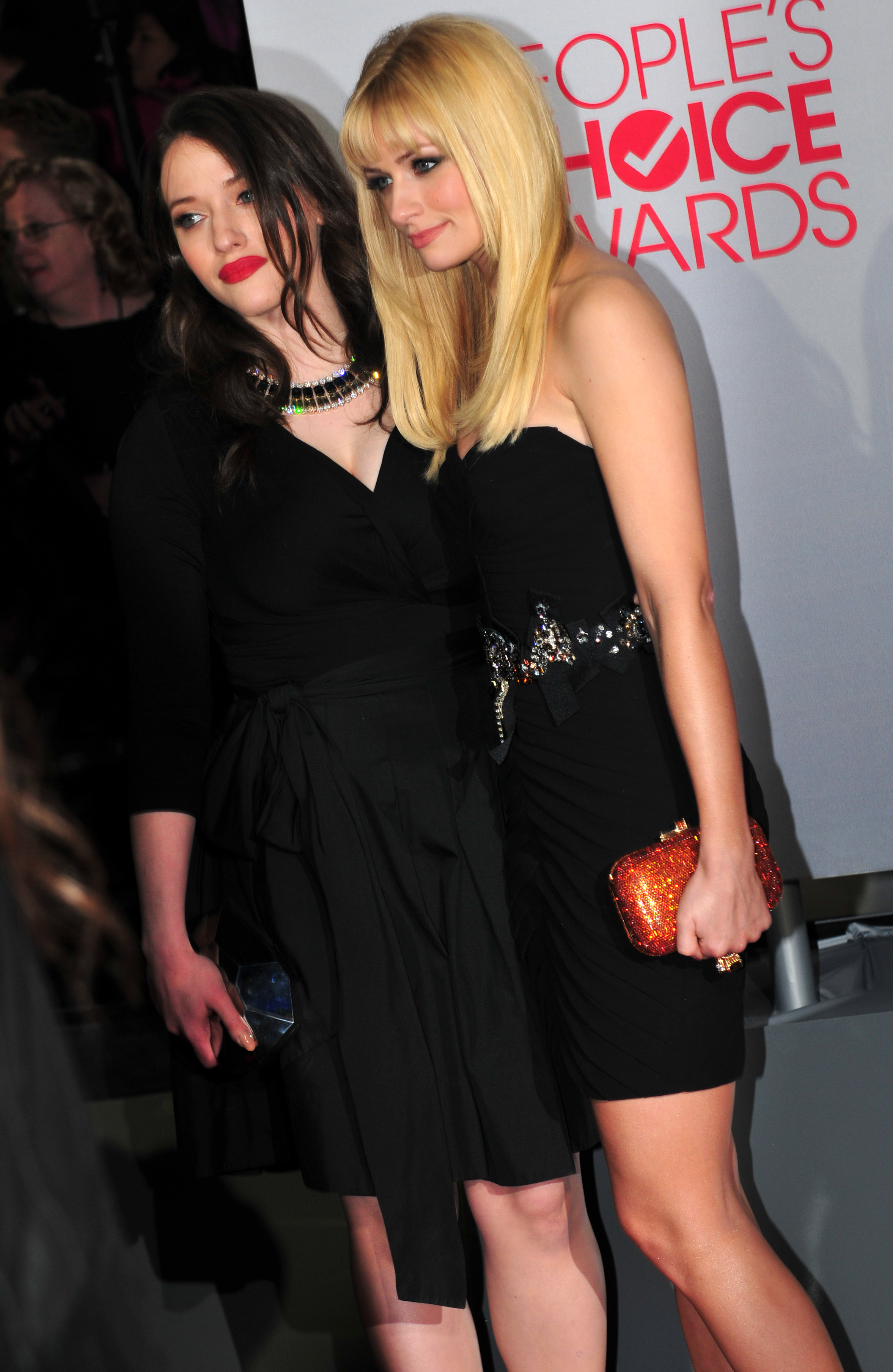
Huvudrollsinnehavarna Kat Dennings och Beth Behrs.

- Beth Behrs – Caroline Wesbox Channing
- Garrett Morris – Earl Washington
- Jonathan Kite – Oleg
- Matthew Moy – Han Lee
- Jennifer Coolidge – Sophie Kaczynski
- Gilles Marini – Nicolas
- Eric André – Deke Bromberg
- Brooke Lyons – Peach Landis
- Nick Zano – Johnny
- Ryan Hansen – Andy
- Ed Quinn – Randy